# Елп Минер
Елп Минер (фр. Helpe Mineure) је река у Француској. Дуга је 50 km. Улива се у Самбр. 